# Иерусалимская улица
Иерусали́мская улица — улица в Таганском районе ЦАО города Москвы; идёт от Стройковской улицы до Качалинской улицы.
Название получила в начале XX века по находящейся поблизости (ул. Талалихина, 24) церкви Иерусалимской иконы Божьей Матери за Покровской заставой.

## Здания и сооружения
На улице расположено 6 жилых домов, 5 нежилых строений и поликлиника.
По нечётной стороне: на улицу выходит территория Иерусалимского храма со служебными постройками.
По чётной стороне:
- № 4 — поликлиника № 46, филиал № 2.